# Poelruit
De poelruit (Thalictrum flavum) is een overblijvend kruid in de ranonkelfamilie (Ranunculaceae). De plant komt voor in moerassen, natte graslanden, vochtig rietland en oevers in veenstreken en langs rivieren. De plant kan een hoogte bereiken van 40 tot 100 cm en de bloeitijd strekt zich uit over de maanden juni en juli.
De plant heeft lange ondergronds kruipende wortels met vele rechtopstaande stengels met geveerde wigvormige blaadjes. De plant heeft vele welriekende geelachtige bloemen die dicht opeen groeien. Ze hebben geen kroonbladen. De vruchten hebben zes lengteribbels en zijn eenzadig en bruin.
Het is de waardplant van de poelruitspanner (Gagitodes sagittata) en de akelei-uil (Lamprotes c-aureum).

## Plantengemeenschap
De poelruit is een kensoort voor de orde Filipenduletalia ulmariae.

## Toepassingen
Poelruit wordt in de fytotherapie gebruikt als laxeermiddel.  